# Зарите (Люблінське воєводство)
Зарите (пол. Zaryte) — село в Польщі, у гміні Клочев Рицького повіту Люблінського воєводства.
Населення — 129 осіб (2011).
У 1975-1998 роках село належало до Седлецького воєводства.

## Демографія
Демографічна структура станом на 31 березня 2011 року:
|          | Загалом | Допрацездатний вік | Працездатний вік | Постпрацездатний вік |
| -------- | ------- | ------------------ | ---------------- | -------------------- |
| Чоловіки | 61      | 9                  | 40               | 12                   |
| Жінки    | 68      | 20                 | 33               | 15                   |
| Разом    | 129     | 29                 | 73               | 27                   |